# Tammy Faye
Tamara Faye Messner (de soltera LaValley , anteriormente Bakker; 7 de marzo de 1942 - 20 de julio de 2007) fue una evangelista, cantante, autora, presentadora de programas de entrevistas y personalidad televisiva estadounidense.
Inicialmente ganó notoriedad por su trabajo con The PTL Club, un programa de tv evangelista que cofundó con su esposo Jim Bakker en 1974. Habían presentado su propia serie de espectáculos de marionetas para la programación local a principios de la década de 1960; Messner también tuvo una carrera como artista discográfico. En 1978, ella y Bakker construyeron Heritage USA, un parque temático cristiano.
Durante su carrera, Messner se destacó por su personalidad excéntrica y glamorosa, así como por puntos de vista morales que divergieron de los de muchos evangelistas principales, en particular su defensa de las personas LGBT y su alcance a los pacientes con VIH / SIDA en el apogeo de la epidemia de SIDA.
Publicó tres autobiografías durante su vida y falleció en 2007.

## Discografía seleccionada
| Año  | Álbum                                 | Discográfica                     |
| ---- | ------------------------------------- | -------------------------------- |
| 1970 | Tammy Tammy Tammy                     | Hymntone Records                 |
| 1977 | Tammy Bakker Sings PTL Club Favorites | New Pax Records                  |
| 1978 | Love Never Gives Up                   | PAX Musical Productions          |
| 1979 | We're Blest                           | The PTL Club                     |
| 1980 | Run Toward the Roar                   | PTL Club Records & Tapes         |
| 1980 | The Lord's On My Side                 | PTL Club Records & Tapes         |
| 1982 | Tammy Sings... You Can Make It!       | PTL Club Records & Tapes         |
| 1982 | Old Hymns                             | PTL Club Records & Tapes         |
| 1984 | In the Upper Room                     | PTL Club Records & Tapes         |
| 1984 | Movin' on to Victory                  | PTL Club Records & Tapes         |
| 1985 | Don't Give Up!                        | PTL Club Records & Tapes         |
| 1986 | Enough is Enough                      | PTL Club Records & Tapes         |
| 1987 | The Ballad of Jim & Tammy (single)    | Sutra Records                    |
| 1988 | Peace in the Midst of the Storm       | Wooded Lake Productions          |
| 1991 | Love, Tammy                           | ???                              |
| 1996 | Favorite Songs of Inspiration         | Inphomation Communications, Inc. |

## En la ficción
En 2021 se estrenó The Eyes of Tammy Faye de Michael Showalter, en donde la actriz Jessica Chastain interpretó a Tammy Faye. Su interpretación le valió numerosos reconocimientos, incluyendo el Premios Oscar como Mejor Actriz.